# Mariana Garzón
Mariana Garzón (Bogotá, 5 de julio de 1997) es una actriz colombiana reconocida por su papel como Vanessa Cruz en la telenovela La reina del flow.

## Biografía
Nació en la ciudad de Bogotá. En 2004, a los 7 años hizo su primera aparición en televisión en el capítulo "Juguetes" de la primera temporada de la serie La Séptima Puerta junto a la actriz Carolina Ramírez, siendo elegida en 2005 para otro capítulo de la segunda temporada. 
Haciéndose camino en su carrera actoral por diferentes proyectos, en 2018 interpretó el papel de Vanesa en la serie de televisión La reina del flow, protagonizada por Carolina Ramírez, Carlos Torres y Andrés Sandoval.

## Filmografía

### Televisión
| Año       | Título                 | Personaje                           | Canal              |
| --------- | ---------------------- | ----------------------------------- | ------------------ |
| 2020      | Perdida                | Valentina                           | Antena 3           |
| 2018-2021 | La reina del flow      | Vanessa Cruz Granados               | Caracol Televisión |
| 2018      | Tu voz estéreo         | Katy Ep: Capítulo triángulo amoroso | Caracol Televisión |
| 2016      | Mujeres al limite      | Ep: Matrimonio gris                 | Caracol Televisión |
| 2012      | Historias clasificadas | Tatis Ep: 15 primaveras             | Canal RCN          |
| 2009      | Doña Bella             | Andrea Fernanda Mendoza             | Canal RCN          |
| 2007-2008 | Montecristo            | Camila Lombardo                     | Caracol Televisión |
| 2004-2005 | Séptima puerta         | Ep: La niña de los cabellos dorados | Caracol Televisión |
| 2004-2005 | Séptima puerta         | Ep: Juguetes                        | Caracol Televisión |